# Hatton (North Dakota)
Hatton is een plaats (city) in de Amerikaanse staat North Dakota, en valt bestuurlijk gezien onder Traill County.

## Demografie
Bij de volkstelling in 2000 werd het aantal inwoners vastgesteld op 707.
In 2006 is het aantal inwoners door het United States Census Bureau geschat op 668, een daling van 39 (-5,5%).

## Geografie
Volgens het United States Census Bureau beslaat de plaats een oppervlakte van
1,5 km², geheel bestaande uit land. Hatton ligt op ongeveer 329 m boven zeeniveau.

## Plaatsen in de nabije omgeving
De onderstaande figuur toont nabijgelegen plaatsen in een straal van 28 km rond Hatton.